# ISO 2

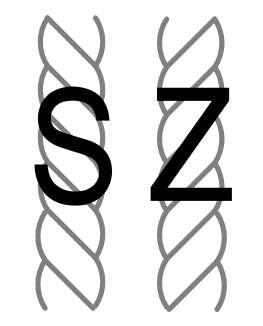
S e Z, direzione della torsione

L'ISO 2 è una norma tecnica ISO per la designazione della direzione di torsione per filati, nastri cardati, torciture, stoppini, cordature e prodotti correlati. Lo standard utilizza le lettere maiuscole S e Z per indicare la direzione della torsione. La convenzione di usare queste due lettere maiuscole in ambito industriale risale al 1957.